# Grace księżna Monako
Grace księżna Monako (ang. Grace of Monaco) – belgijsko-francusko-amerykańsko-włoski dramat biograficzny z 2014 roku w reżyserii Oliviera Dahana. Zdjęcia kręcono w Monte Carlo, Mentonie, Antibes, Grasse, Juan-les-Pins, Ventimiglia, Genui i w parlamencie europejskim w Brukseli.
Film przedstawia historię amerykańskiej aktorki Grace Kelly, zdobywczyni Oscara za rolę w filmie Dziewczyna z prowincji, księżnej Monako i żony księcia Rainiera III Grimaldiego. 

## Obsada
- Nicole Kidman jako Grace Kelly
- Milo Ventimiglia jako Rupert Allan
- Tim Roth jako książę Rainier III Grimaldi
- Parker Posey jako Madge Tivey-Faucon
- Paz Vega jako Maria Callas
- Frank Langella jako ojciec Francis Tucker
- Derek Jacobi jako hrabia Fernando D'Aillieres
- Geraldine Somerville jako księżniczka Antoinette de Massy
- Robert Lindsay jako Aristotelis Onasis
- Roger Ashton-Griffiths jako Alfred Hitchcock
- Nicholas Farrell jako Jean-Charles Rey
- Olivier Rabourdin jako Émile Pelletier
- Jeanne Balibar jako hrabina Baciocchi
- Flora Nicholson jako Phyllis Blum
- Philip Delancy jako Robert McNamara
- Yves Jacques jako pan Delavenne
- André Penvern jako Charles de Gaulle

i inni.